# Objaw Liskera
Objaw Liskera – bolesność przy opukiwaniu przedniej środkowej części podudzia. Objaw charakterystyczny dla zakrzepicy żył głębokich.